# 欣圖軒
欣圖軒（英語：Cascades）為香港房屋協會夾心階層住屋計劃的其中一個屋苑，位於香港九龍紅磡山忠孝街，毗鄰房委會總部和香港都會大學，由林陳簡建築師事務所有限公司設計，建築師以意大利小鎭情懷作為欣圖軒的創作主題，鋪地和大廈外形設計與配色參考了意大利城市建築風格轉化而成，在屋苑中央有一個歐陸風格噴泉，散發著濃厚藝術氣息，在1999年入伙，建有4幢樓高18至19層的住宅大廈，共712個單位，單位建築面積由539-962平方呎。

## 屋邨資料

### 現時樓宇
| 樓宇名稱 | 落成年份 | 建築師                     |
| -------- | -------- | -------------------------- |
| 第1座    | 1999年   | 林陳簡建築師事務所有限公司 |
| 第2座    | 1999年   | 林陳簡建築師事務所有限公司 |
| 第3座    | 1999年   | 林陳簡建築師事務所有限公司 |
| 第4座    | 1999年   | 林陳簡建築師事務所有限公司 |